# Бырдин, Алексей Андреевич
Алексей Андреевич Бырдин (18 января 1925 — 18 августа 2008) — передовик советской чёрной металлургии, старший сварщик Орско-Халиловского металлургического комбината Министерства чёрной металлургии СССР, Оренбургская область, Герой Социалистического Труда (1971).

## Биография
Родился в 1925 году в селе Крым, ныне Кувандыкского района Оренбургской области в крестьянской семье. Окончил девять классов школы. В шестнадцать лет стал трудиться в колхозе. С января 1943 года в Красной Армии. Участник Великой Отечественной войны. Дважды получил ранения. В 1945 году стал командиром расчёта, а затем стал старшиной батареи. Службу проходил на 2-м и 3-м Украинском фронте. Был награждён двумя медалями За отвагу.
В 1950 году, после демобилизации, приехал работать в город Новотроицк. Освоил профессию помощник машиниста турбогенератора. Работал на различных участках ТЭЦ.
С 1961 года работник Орско-Халиловского металлургического комбината Министерства чёрной металлургии СССР. Трудился сварщиком нагревательных печей, а затем стал слесарем сортопрокатного цеха.
Указом Президиума Верховного Совета СССР от 30 марта 1971 года за достижение высоких показателей в производстве Алексею Андреевичу Бырдину присвоено звание Героя Социалистического Труда с вручением ордена Ленина и медали «Серп и Молот».
Продолжал свою трудовую деятельность на заводе. Позже вышел на заслуженный отдых.
Проживал в городе Новотроицке. Умер 18 августа 2008 года.

## Награды
За трудовые успехи был удостоен:
- золотая звезда «Серп и Молот» (30.03.1971)
- орден Ленина (30.03.1971)
- Орден Отечественной войны 1 степени (11.03.1985)
- Орден Знак Почёта (22.03.1966)
- две медали «За отвагу» (01.02.1945, 08.05.1945)
- другие медали.

Почётный гражданин Новотроицка.